# Salasaca spinea
Salasaca spinea là một loài bướm đêm trong họ Geometridae.